# Live Killers
Live Killers este un dublu vinil și compact disc al trupei engleze de rock Queen . A fost lansat pe 26 iunie 1979 . 

## Tracklist

### Disc 1
1. "We Will Rock You" [versiune rapidă] ( May ) (3:18)
2. "Let Me Entertain You" ( Mercury ) (3:15)
3. "Death On Two Legs (Dedicated to ...)" ( Mercury ) (3:31)
4. "Killer Queen" ( Mercury ) (1:59)
5. "Bicycle Race" ( Mercury ) (1:28)
6. "I'm in Love with My Car" ( Taylor ) (2:08)
7. "Get Down, Make Love" ( Mercury ) (4:31)
8. "You're My Best Friend" ( Deacon ) (2:08)
9. "Now I'm Here" ( May ) (8:42)
10. "Dreamer's Ball" ( May ) (3:44)
11. "Love of My Life" ( Mercury ) (4:57)
12. "'39" ( May ) (3:26)
13. "Keep Yourself Alive" ( May ) (4:02)

### Disc 2
1. "Don't Stop Me Now" ( Mercury ) (4:28)
2. "Spread Your Wings" ( Deacon ) (5:17)
3. "Brighton Rock" ( May ) (12:13)
4. "Bohemian Rhapsody" [intro: "Mustapha"] ( Mercury ) (6:02)
5. "Tie Your Mother Down" ( May ) (3:40)
6. "Sheer Heart Attack" ( Taylor ) (3:35)
7. "We Will Rock You" ( May ) (2:48)
8. "We Are The Champions" ( Mercury ) (3:27)
9. "God Save The Queen" ( Trad.; aranjament May ) (1:31)

## Single-uri
- "Love of My Life" (live - 1979)
- "We Will Rock You" (live - 1979)

## Componență
- Freddie Mercury - voce , claviaturi
- Brian May - chitară , voce , claviaturi
- Roger Taylor - tobe , voce
- John Deacon - bas